# Allacher Tunnel
Der Allacher Tunnel (offiziell: Tunnel Allach) ist ein Autobahntunnel im Nordwesten von München. Durch den 1998 eröffneten Tunnel verläuft der Münchner Autobahnring auf sechs Fahrstreifen. Auf dem in offener Bauweise erbauten Abschnitt verläuft neben einigen Straßen und Wegen auch die Bahnstrecke München–Treuchtlingen. Die Autobahn unterquert im Tunnel auch die Würm. Unmittelbar westlich des Tunnelportals beginnt die Ausfädelung „Eschenrieder Spange“ in Richtung Stuttgart.
Der Allacher Tunnel verfügt über eine automatische Anlage zur Höhenkontrolle an den Zufahrten, die den Tunnel in der jeweiligen Fahrtrichtung sperrt, sobald sich ein Fahrzeug mit einer Höhe über vier Meter nähert. Auf diese Weise kann sichergestellt werden, dass der Tunnel nicht durch zu hohe Lkw beschädigt wird.

## Modernisierung und Erweiterung
Der Abschnitt der A99 zwischen A8 und A92, in dem auch der Tunnel Allach liegt, stellt einen verkehrstechnischen Engpass dar, der regelmäßig zu Stauungen führt. Derzeit wird eine Modernisierung der Lüftungsanlagen vorbereitet, in dessen Zuge sollen auch Kabelstränge neu verlegt werden. Dies ist eine Voraussetzung, um künftig im Tunnel die Seitenstreifen temporär freigeben, und damit die Kapazität erhöhen zu können.
Im Bundesverkehrswegeplan 2030 wird ein vollständiger Ausbau des Abschnitts auf acht Streifen als „vordringlicher Bedarf“ gelistet. Hierzu soll eine neue Röhre für die Fahrtrichtung Ost erbaut werden, was möglicherweise den Abriss von vorhandener Wohnbebauung erfordert. Die bestehenden Röhren würden dann für die Fahrtrichtung West (A99a/Eschenrieder Spange) bzw. Süd/West (A99) genutzt.